# أنا وأنت وساعات السفر (فلم)
أنا وأنت وساعات السفر هو فيلم دراما مصري إنتاج عام 1988، من إخراج محمد نبيه، وبطولة يحيى الفخراني - نيللي.

## القصة
سلوى هانم تسافر إلى الإسكندرية بالقطار، وبالصدفة ترى عزت الذي كانت تحبه أيام الجامعة وفضلت الرجل الغني عليه، سفر طويل ورحلة طويلة في قطار لمدة 80 دقيقة.